# 东吴线
东吴线，又称东吴铁路支线、湄洲湾港口铁路支线，是一条货运铁路，全线位于福建省莆田市境内，通过接轨莆田站的福厦铁路和永莆铁路与外界联网。

## 概况
东吴线是福厦铁路、永莆铁路延伸到莆田湄洲湾港区的铁路。

## 路线资料
- 经营管辖：
  - 南昌铁路局：全线
- 路线长度：
  - 莆田 - 莆田东：上行线长约5.2公里、下行线长约4.53公里
- 轨道数：
  - 单线：港区支线
  - 双线：莆田 - 莆田东
- 轨距：1,435毫米（标准轨）
- 电化区间：莆田 - 莆田东 50Hz 25,000V 交流电
- 车站数：2个（含起讫车站）
- 开业时间：2013年12月30日

## 历史
2006年的向莆铁路提出将在莆田对接港口
2007年2月4日铁道部、福建省人民政府以铁计函[2007]119号文批《关于新建湄州湾港口铁路支线工程项目建议书的批复》
2008年3月28日铁道部、福建省人民政府以铁计函[2008]333号文批《关于新建湄洲湾港口铁路支线工程项目可行性研究报告的批复》
2008年7月10日湄洲湾港口铁路支线开工
2008年8月15日铁道部、福建省人民政府以铁鉴函[2008]935号文批《关于新建湄洲湾港口铁路支线工程初步设计的批复》
2010年6月开始铺轨工作
2011年4月秀屿港湾完成铺轨
2013年12月6日东吴铁路支线全线贯通
2013年12月30日开通
2014年3月15日运营常态化
2014年8月煤炭吞吐量达到627万吨